# ایهم اوسو
ایهم اوسو (عربی: أيهم هانز أوسو؛ زادهٔ ۹ ژانویهٔ ۲۰۰۰) بازیکن فوتبال اهل سوئد است.
وی همچنین در تیم‌های ملی فوتبال زیر ۲۱ سال سوئد، سوئد و سوریه بازی کرده‌است.